# Liste der Intel-Pentium-4-Mikroprozessoren
Der Pentium 4 ist die siebte x86-Prozessor-Generation von Intel, welche hauptsächlich für den Consumermarkt bestimmt war. Im Gegensatz zum älteren  Intel Pentium III, der mit der P6-Architektur ausgestattet ist, basiert der Pentium 4 auf der Intel-NetBurst-Mikroarchitektur.

## Desktop-Prozessoren
Hauptartikel: Intel Pentium 4

### Pentium 4

#### Willamette(180nm)
- Alle Modelle unterstützen MMX, SSE, SSE2
- Transistoren: 42 Mio.
- Die-Größe: 217 mm²
- Steppings: B2, C1, D0

| Modellnummer  | sSpec                                       | Taktfrequenz | L2-Cache | FSB     | Multiplikator | Vcore       | TDP    | Sockel     | Erscheinungsdatum |
| ------------- | ------------------------------------------- | ------------ | -------- | ------- | ------------- | ----------- | ------ | ---------- | ----------------- |
| Pentium 4 1.3 | SL4SF (B2) SL4QD (B2) SL5GC (C1) SL5FW (C1) | 1,3 GHz      | 256 KB   | 400 MHz | 13×           | 1,70/1,75 V | 51,6 W | Sockel 423 | 3. Januar 2001    |
| Pentium 4 1.4 | SL4SG SL4SC SL4X2 SL4WS                     | 1,4 GHz      | 256 KB   | 400 MHz | 14×           | 1,70/1,75 V | 54,7 W | Sockel 423 | 20. November 2000 |
| Pentium 4 1.4 | SL5N7 SL59U SL5UE SL5TG                     | 1,4 GHz      | 256 KB   | 400 MHz | 14×           | 1,75 V      | 55,3 W | Sockel 478 | 27. August 2001   |
| Pentium 4 1.5 | SL4WT SL4TY SL4SH SL5TN SL5SX SL4X3         | 1,5 GHz      | 256 KB   | 400 MHz | 15×           | 1,70/1,75 V | 57,8 W | Sockel 423 | 20. November 2000 |
| Pentium 4 1.5 | SL5TJ SL5N8 SL59V SL6BA SL62Y SL5UF         | 1,5 GHz      | 256 KB   | 400 MHz | 15×           | 1,75 V      | 57,9 W | Sockel 478 | 27. August 2001   |
| Pentium 4 1.6 | SL4X4 SL4WU SL5VL SL5UL                     | 1,6 GHz      | 256 KB   | 400 MHz | 16×           | 1,75 V      | 61 W   | Sockel 423 | 2. Juli 2001      |
| Pentium 4 1.6 | SL5UW SL5US SL5UJ SL6BC SL679 SL5VH         | 1,6 GHz      | 256 KB   | 400 MHz | 16×           | 1,75 V      | 60,8 W | Sockel 478 | 27. August 2001   |
| Pentium 4 1.7 | SL57W SL57V SL5TP SL5SY                     | 1,7 GHz      | 256 KB   | 400 MHz | 17×           | 1,75 V      | 64 W   | Sockel 423 | 23. April 2001    |
| Pentium 4 1.7 | SL5TK SL5N9 SL59X SL5UG SL6BD SL67A SL62Z   | 1,7 GHz      | 256 KB   | 400 MHz | 17×           | 1,75 V      | 63,5 W | Sockel 478 | 27. August 2001   |
| Pentium 4 1.8 | SL4X5 SL4WV SL5VM SL5UM                     | 1,8 GHz      | 256 KB   | 400 MHz | 18×           | 1,75 V      | 66,7 W | Sockel 423 | 2. Juli 2001      |
| Pentium 4 1.8 | SL5UV SL5UT SL5UK SL6BE SL67B SL5VJ         | 1,8 GHz      | 256 KB   | 400 MHz | 18×           | 1,75 V      | 66,1 W | Sockel 478 | 27. August 2001   |
| Pentium 4 1.9 | SL5VN SL5WH                                 | 1,9 GHz      | 256 KB   | 400 MHz | 19×           | 1,75 V      | 69,2 W | Sockel 423 | 27. August 2001   |
| Pentium 4 1.9 | SL5WG SL5VK SL6BF SL67C                     | 1,9 GHz      | 256 KB   | 400 MHz | 19×           | 1,75 V      | 72,8 W | Sockel 478 | 27. August 2001   |
| Pentium 4 2.0 | SL5SZ SL5TQ                                 | 2 GHz        | 256 KB   | 400 MHz | 20×           | 1,75 V      | 71,8 W | Sockel 423 | 27. August 2001   |
| Pentium 4 2.0 | SL5TL SL5UH                                 | 2 GHz        | 256 KB   | 400 MHz | 20×           | 1,75 V      | 75,3 W | Sockel 478 | 27. August 2001   |

#### Northwood(130nm)
- Alle Modelle unterstützen MMX, SSE, SSE2
- Hyper-Threading wird nur vom 3,06 GHz-Modell unterstützt
- Transistoren: 55 Mio.
- Die-Größe: 146 mm² (B0) und 131 mm² (C1, D1)
- Steppings: B0, C1, D1

| Modellnummer   | sSpec                               | Stepping       | Taktfrequenz | L2-Cache | Front Side Bus | Multiplikator | Vcore             | TDP                                | Sockel     | Erscheinungsdatum |
| -------------- | ----------------------------------- | -------------- | ------------ | -------- | -------------- | ------------- | ----------------- | ---------------------------------- | ---------- | ----------------- |
| Pentium 4 1.6A | SL62S                               | B0             | 1,6 GHz      | 512 KB   | 400 MHz        | 16×           | 1,475 V           | 38 W                               | Sockel 478 | Januar 2002       |
| Pentium 4 1.6A | SL668                               | B0             | 1,6 GHz      | 512 KB   | 400 MHz        | 16×           | 1,5 V             | 46,8 W                             | Sockel 478 | Januar 2002       |
| Pentium 4 1.8A | SL68Q SL63X SL62P                   | B0             | 1,8 GHz      | 512 KB   | 400 MHz        | 18×           | 1,475/1,5/1,525 V | 49,6 W                             | Sockel 478 | Januar 2002       |
| Pentium 4 1.8A | SL6LA                               | C1             | 1,8 GHz      | 512 KB   | 400 MHz        | 18×           | 1,525 V           | 66,1 W                             | Sockel 478 |                   |
| Pentium 4 2.0  | SL6GQ SL6S7                         | C1             | 2 GHz        | 512 KB   | 400 MHz        | 20×           | 1,525 V           | 54,3 W                             | Sockel 478 |                   |
| Pentium 4 2.0A | SL5YR SL66R SL68R                   | B0             | 2 GHz        | 512 KB   | 400 MHz        | 20×           | 1,5 V             | 52,4 W                             | Sockel 478 | 7. Januar 2002    |
| Pentium 4 2.2  | SL66S                               | B0             | 2,2 GHz      | 512 KB   | 400 MHz        | 22×           | 1,5 V             | 55,1 W                             | Sockel 478 | 7. Januar 2002    |
| Pentium 4 2.26 | SL6D6                               | B0             | 2,26 GHz     | 512 KB   | 533 MHz        | 17×           | 1,5 V             | 56 W                               | Sockel 478 |                   |
| Pentium 4 2.26 | SL6RY                               | C1             | 2,26 GHz     | 512 KB   | 533 MHz        | 17×           | 1,53 V            | 58 W                               | Sockel 478 |                   |
| Pentium 4 2.26 | SL6PB                               | D1             | 2,26 GHz     | 512 KB   | 533 MHz        | 17×           | 1,525 V           | 58 W                               | Sockel 478 |                   |
| Pentium 4 2.4  | SL65R SL66T SL6PM SL6GS SL6S9       | B0 B0 C1 C1    | 2,4 GHz      | 512 KB   | 400 MHz        | 24×           | 1,525 V           | 57,8 W 59,8 W 59,8 W 59,8 W 59,8 W | Sockel 478 | 2. April 2002     |
| Pentium 4 2.4B | SL6PC SL6RZ                         | D1 C1          | 2,4 GHz      | 512 KB   | 533 MHz        | 18×           | 1,525/1,53 V      | 59,8 W                             | Sockel 478 | 6. Mai 2002       |
| Pentium 4 2.4  | SL6EF SL6SH                         | C1             | 2,4 GHz      | 512 KB   | 533 MHz        | 18×           | 1,525 V           | 59,8 W                             | Sockel 478 |                   |
| Pentium 4 2.5  | SL6PN                               | D1             | 2,5 GHz      | 512 KB   | 400 MHz        | 25×           | 1,53 V            | 61 W                               | Sockel 478 | 25. August 2002   |
| Pentium 4 2.53 | SL6D8 SL6DW                         | B0             | 2,53 GHz     | 512 KB   | 533 MHz        | 19×           | 1,53 V            | 61,5 W                             | Sockel 478 | 6. Mai 2002       |
| Pentium 4 2.6  | SL6SB SL6PP                         | C1 D1          | 2,6 GHz      | 512 KB   | 400 MHz        | 26×           | 1,475/1,53 V      | 62,6 W                             | Sockel 478 | 25. August 2002   |
| Pentium 4 2.66 | SL6PE SL6QA                         | D1 D1          | 2,66 GHz     | 512 KB   | 533 MHz        | 20×           | 1,475/1,525 V     | 66,1 W                             | Sockel 478 | 25. August 2002   |
| Pentium 4 2.8  | SL7EY                               | D1             | 2,8 GHz      | 512 KB   | 400 MHz        | 28×           | 1,475/1,525 V     | 68,4 W                             | Sockel 478 | November 2002     |
| Pentium 4 2.8  | SL6HL SL6K6 SL6PF SL6QB SL6S4       | C1 C1 D1 C1    | 2,8 GHz      | 512 KB   | 533 MHz        | 21×           | 1,525–1,53 V      | 68,4 W                             | Sockel 478 | 25. August 2002   |
| Pentium 4 3.0  | SL6YH SL74Q                         | C1 D1          | 3,0 GHz      | 512 KB   | 400 MHz        | 30×           | 1,55 V            | ~80 W                              | Sockel 478 |                   |
| Pentium 4 3.06 | SL6K7 SL6JJ SL6PG SL6QC SL6S5 SL6SM | C1 C1 D1 C1 C1 | 3,06 GHz     | 512 KB   | 533 MHz        | 23×           | 1,525–1,55 V      | 81,8 W                             | Sockel 478 |                   |

#### Prescott(90nm)
- Alle Modelle unterstützen MMX, SSE, SSE2, SSE3
- Intel 64: unterstützt von 5x6, 511 und 519K
- XD-Bit: unterstützt von 5x5J, 519J und allen Intel 64-kompatiblen Modellen
- Transistoren: 125 Mio.
- Die-Größe: 112 mm²
- Steppings: C0, D0, E0, G1

| Modellnummer    | sSpec             | Stepping | Taktfrequenz | L2-Cache | Front Side Bus | Multiplikator | Vcore        | TDP  | Sockel     | Erscheinungsdatum |
| --------------- | ----------------- | -------- | ------------ | -------- | -------------- | ------------- | ------------ | ---- | ---------- | ----------------- |
| Pentium 4 2.40A | SL7E8             | C0       | 2,40 GHz     | 1024 KB  | 533 MHz        | 18×           | 1,25/1,4 V   | 89 W | Sockel 478 | März 2004         |
| Pentium 4 2.66A | SL8B3             | E0       | 2,66 GHz     | 1024 KB  | 533 MHz        | 20×           | 1,25/1,4 V   | 89 W | Sockel 478 |                   |
| Pentium 4 2.80  | SL8JX SL88G       | G1 E0    | 2,80 GHz     | 1024 KB  | 533 MHz        | 21×           | 1,25/1,4 V   | 89 W | Sockel 478 | 1. Februar 2004   |
| Pentium 4 2.80A | SL7D8 SL7E2 SL7PK | C0 D0 E0 | 2,80 GHz     | 1024 KB  | 533 MHz        | 21×           | 1,25/1,4 V   | 89 W | Sockel 478 | 1. Februar 2004   |
| Pentium 4 505   | SL7YU             | D0       | 2,66 GHz     | 1024 KB  | 533 MHz        | 20×           | 1,25/1,388 V | 84 W | LGA775     | Dezember 2004     |
| Pentium 4 505J  | SL85U             | E0       | 2,66 GHz     | 1024 KB  | 533 MHz        | 20×           | 1,25/1,388 V | 84 W | LGA775     | Dezember 2004     |
| Pentium 4 506   | SL8J8             | E0       | 2,66 GHz     | 1024 KB  | 533 MHz        | 20×           | 1,25/1,4 V   | 84 W | LGA775     | Juni 2005         |
| Pentium 4 511   | SL9CJ SL8U4 SL8U5 | G1 G1 E0 | 2,80 GHz     | 1024 KB  | 533 MHz        | 21×           | 1,25/1,4 V   | 84 W | LGA775     | 2005              |
| Pentium 4 515   | SL7YV             | D0       | 2,93 GHz     | 1024 KB  | 533 MHz        | 22×           | 1,25/1,388 V | 84 W | LGA775     | Dezember 2004     |
| Pentium 4 515J  | SL85V             | E0       | 2,93 GHz     | 1024 KB  | 533 MHz        | 22×           | 1,25/1,388 V | 84 W | LGA775     | Dezember 2004     |
| Pentium 4 516   | SL8J9             | E0       | 2,93 GHz     | 1024 KB  | 533 MHz        | 22×           | 1,25/1,4 V   | 84 W | LGA775     | September 2005    |
| Pentium 4 519J  | SL87L             | E0       | 3,06 GHz     | 1024 KB  | 533 MHz        | 23×           | 1,25/1,388 V | 84 W | LGA775     | Dezember 2004     |
| Pentium 4 519K  | SL8JA SL8PN       | E0 G1    | 3,06 GHz     | 1024 KB  | 533 MHz        | 23×           | 1,25/1,4 V   | 84 W | LGA775     | 2005              |

### Pentium 4 HT

#### Northwood (130 nm)
- Alle Modelle unterstützen MMX, SSE, SSE2, Hyper-Threading
- Transistoren: 55 Mio.
- Die-Größe: 131 mm²
- Steppings: D1, M0

| Modellnummer      | sSpec                                       | Taktfrequenz | L2-Cache | Front Side Bus | Multiplikator | Vcore       | TDP    | Sockel     | Erscheinungsdatum |
| ----------------- | ------------------------------------------- | ------------ | -------- | -------------- | ------------- | ----------- | ------ | ---------- | ----------------- |
| Pentium 4 HT 2.4C | SL6WF (D1) SL6Z3 (M0)                       | 2,4 GHz      | 512 KB   | 800 MHz        | 12×           | 1,25–1,40 V | 66,2 W | Sockel 478 | 21. Mai 2003      |
| Pentium 4 HT 2.6C | SL6WH (D1) SL6WS (D1) SL6Z4 (M0)            | 2,6 GHz      | 512 KB   | 800 MHz        | 13×           | 1,25–1,40 V | 69 W   | Sockel 478 | 21. Mai 2003      |
| Pentium 4 HT 2.8C | SL6WJ (D1) SL6WT (D1) SL78Y (D1) SL6Z5 (M0) | 2,8 GHz      | 512 KB   | 800 MHz        | 14×           | 1,25–1,40 V | 69,7 W | Sockel 478 | 21. Mai 2003      |
| Pentium 4 HT 3.0  | SL6WK (D1) SL78Z (D1)                       | 3 GHz        | 512 KB   | 800 MHz        | 15×           | 1,25–1,40 V | 81,9 W | Sockel 478 | 14. April 2003    |
| Pentium 4 HT 3.2  | SL792 (D1) SL6WG (D1)                       | 3,2 GHz      | 512 KB   | 800 MHz        | 16×           | 1,25–1,40 V | 82 W   | Sockel 478 | 23. Juni 2003     |
| Pentium 4 HT 3.4  | SL793 (D1)                                  | 3,4 GHz      | 512 KB   | 800 MHz        | 17×           | 1,25–1,40 V | 89 W   | Sockel 478 | 2. Februar 2004   |

#### Prescott(90nm)
- Alle Modelle unterstützen MMX, SSE, SSE2, SSE3, Hyper-Threading
- Intel 64: unterstützt von der F-Serie, den 5x1, 517 und dem 524
- XD-Bit: unterstützt von 5x0J, 5x1, 517 und 524
- Transistoren: 125 Mio.
- Die-Größe: 112 mm²

| Modelnummer           | sSpec                                           | Taktfrequenz | L2-Cache | Front Side Bus | Multiplikator | Vcore                   | TDP   | Sockel     | Erscheinungsdatum |
| --------------------- | ----------------------------------------------- | ------------ | -------- | -------------- | ------------- | ----------------------- | ----- | ---------- | ----------------- |
| Pentium 4 HT 2.8E     | SL79K, SL7PL, SL88H, SL7E3, SL7KA               | 2,80 GHz     | 1024 KB  | 800 MHz        | 14×           | 1,25/1,525 V 1,25/1,4 V | 89 W  | Sockel 478 | 1. Februar 2004   |
| Pentium 4 HT 3.0E     | SL8JZ, SL7L4, SL7E4, SL88J, SL79L, SL7KB, SL7PM | 3,00 GHz     | 1024 KB  | 800 MHz        | 15×           | 1,25/1,4/               | 89 W  | Sockel 478 | 1. Februar 2004   |
| Pentium 4 HT 3.2E     | SL7E5, SL7PN, SL7KC                             | 3,20 GHz     | 1024 KB  | 800 MHz        | 16×           | 1,25/1,4 V              | 89 W  | Sockel 478 | April 2004        |
| Pentium 4 HT 3.2F     | SL7LA                                           | 3,20 GHz     | 1024 KB  | 800 MHz        | 16×           | 1,25/1,4 V              | 89 W  | LGA775     | August 2004       |
| Pentium 4 HT 3.4      | SL7E6                                           | 3,40 GHz     | 1024 KB  | 800 MHz        | 17×           | 1,25/1,4 V              | 115 W | Sockel 478 | Februar 2004      |
| Pentium 4 HT 3.4F     | SL7L8                                           | 3,40 GHz     | 1024 KB  | 800 MHz        | 17×           | 1,25/1,4 V              | 115 W | LGA775     | August 2004       |
| Pentium 4 HT 3.6F     | SL7L9                                           | 3,60 GHz     | 1024 KB  | 800 MHz        | 18×           | 1,25/1,4 V              | 115 W | LGA775     | 4. August 2004    |
| Pentium 4 HT 3.8F     | SL7P2                                           | 3,80 GHz     | 1024 KB  | 800 MHz        | 19×           | 1,25/1,4 V              | 115 W | LGA775     | November 2004     |
| Pentium 4 HT 517      | SL8ZY, SL9CD                                    | 2,93 GHz     | 1024 KB  | 533 MHz        | 22×           | 1,25/1,4 V              | 84 W  | LGA775     | September 2005    |
| Pentium 4 HT 520      | SL7J4, SL7J5, SL7KJ                             | 2,80 GHz     | 1024 KB  | 800 MHz        | 14×           | 1,25/1,4 V              | 84 W  | LGA775     | Juni 2004         |
| Pentium 4 HT 520J     | SL7PR                                           | 2,80 GHz     | 1024 KB  | 800 MHz        | 14×           | 1,25/1,4 V              | 84 W  | LGA775     | Oktober 2004      |
| Pentium 4 HT 521      | SL8HX, SL8PP, SL9CG                             | 2,80 GHz     | 1024 KB  | 800 MHz        | 14×           | 1,25/1,4 V              | 84 W  | LGA775     | 12. Juni 2005     |
| Pentium 4 HT 524      | SL8ZZ, SL9CA                                    | 3,06 GHz     | 1024 KB  | 533 MHz        | 23×           | 1,25/1,4 V              | 84 W  | LGA775     | September 2005    |
| Pentium 4 HT 530      | SL7J6, SL7KK                                    | 3,00 GHz     | 1024 KB  | 800 MHz        | 15×           | 1,25/1,4 V              | 84 W  | LGA775     | Juni 2004         |
| Pentium 4 HT 530J     | SL7PU, SL82X                                    | 3,00 GHz     | 1024 KB  | 800 MHz        | 15×           | 1,25/1,4 V              | 84 W  | LGA775     | Oktober 2004      |
| Pentium 4 HT 531      | SL8HZ, SL8PQ, SL9CB                             | 3,00 GHz     | 1024 KB  | 800 MHz        | 15×           | 1,25/1,4 V              | 84 W  | LGA775     | 12. Juni 2005     |
| Pentium 4 HT 540      | SL7PX, SL7J7, SL7KL                             | 3,20 GHz     | 1024 KB  | 800 MHz        | 16×           | 1,25/1,4 V              | 84 W  | LGA775     | 21. Juni 2004     |
| Pentium 4 HT 540J     | SL7PW, SL82Z                                    | 3,20 GHz     | 1024 KB  | 800 MHz        | 16×           | 1,25/1,4 V              | 84 W  | LGA775     | Oktober 2004      |
| Pentium 4 HT 541      | SL9C6, SL8PR, SL8J2                             | 3,20 GHz     | 1024 KB  | 800 MHz        | 16×           | 1,25/1,4 V              | 84 W  | LGA775     | 12. Juni 2005     |
| Pentium 4 HT 550      | SL7J8, SL7KM                                    | 3,40 GHz     | 1024 KB  | 800 MHz        | 17×           | 1,25/1,4 V              | 115 W | LGA775     | 21. Juni 2004     |
| Pentium 4 HT 550      | SL7PP                                           | 3,40 GHz     | 1024 KB  | 800 MHz        | 17×           | 1,287/1,4 V             | 115 W | Sockel 478 | 2. Quartal 2004   |
| Pentium 4 HT 550J     | SL7PY, SL833                                    | 3,40 GHz     | 1024 KB  | 800 MHz        | 17×           | 1,25/1,4 V              | 115 W | LGA775     | Oktober 2004      |
| Pentium 4 HT 551      | SL8PS, SL7PZ, SL9C5, SL8J5                      | 3,40 GHz     | 1024 KB  | 800 MHz        | 17×           | 1,25/1,4 V              | 115 W | LGA775     | 12. Juni 2005     |
| Pentium 4 HT 550 (G1) | SL8K4                                           | 3,40 GHz     | 1024 KB  | 800 MHz        | 17×           | 1,2/1,425 V             | 115 W | Sockel 478 | 27. Januar 2006   |
| Pentium 4 HT 560      | SL7L9, SL7NZ, SL7J9, SL7KN                      | 3,60 GHz     | 1024 KB  | 800 MHz        | 18×           | 1,25/1,4 V              | 115 W | LGA775     | 21. Juni 2004     |
| Pentium 4 HT 560J     | SL84X, SL7Q2                                    | 3,60 GHz     | 1024 KB  | 800 MHz        | 18×           | 1,25/1,4 V              | 115 W | LGA775     | Oktober 2004      |
| Pentium 4 HT 561      | SL8J6                                           | 3,60 GHz     | 1024 KB  | 800 MHz        | 18×           | 1,25/1,4 V              | 115 W | LGA775     | 12. Juni 2005     |
| Pentium 4 HT 570J     | SL84Y, SL82U                                    | 3,80 GHz     | 1024 KB  | 800 MHz        | 19×           | 1,25/1,4 V              | 115 W | LGA775     | 12. November 2004 |
| Pentium 4 HT 571      | SL8J7                                           | 3,80 GHz     | 1024 KB  | 800 MHz        | 19×           | 1,25/1,4 V              | 115 W | LGA775     | 12. Juni 2005     |

#### Prescott 2M(90nm)
- Alle Modelle unterstützen MMX, SSE, SSE2, SSE3, Hyper-Threading, Intel 64, XD-Bit
- Intel VT wird von allen 6x2, wie z. B. den Modellen 662 und 672, unterstützt
- Enhanced Intel SpeedStep Technology (EIST) von allen außer 620 unterstützt
- Transistoren: 169 Mio.
- Die-Größe: 135 mm²
- Steppings: N0, R0

| Modellnummer     | sSpec                 | Taktfrequenz | L2-Cache | Front Side Bus | Multiplikator | Vcore     | TDP   | Sockel | Erscheinungsdatum |
| ---------------- | --------------------- | ------------ | -------- | -------------- | ------------- | --------- | ----- | ------ | ----------------- |
| Pentium 4 HT 620 | SL8AB (N0)            | 2,8 GHz      | 2 MB     | 800 MHz        | 14×           | 1,2–1,4 V | 84 W  | LGA775 | 20. Februar 2005  |
| Pentium 4 HT 630 | SL7Z9 (N0) SL8Q7 (R0) | 3 GHz        | 2 MB     | 800 MHz        | 15×           | 1,2–1,4 V | 84 W  | LGA775 | 20. Februar 2005  |
| Pentium 4 HT 640 | SL7Z8 (N0) SL8Q6 (R0) | 3,2 GHz      | 2 MB     | 800 MHz        | 16×           | 1,2–1,4 V | 84 W  | LGA775 | 20. Februar 2005  |
| Pentium 4 HT 650 | SL7Z7 (N0) SL8Q5 (R0) | 3,4 GHz      | 2 MB     | 800 MHz        | 17×           | 1,2–1,4 V | 84 W  | LGA775 | 20. Februar 2005  |
| Pentium 4 HT 660 | SL7Z5 (N0) SL8PZ (R0) | 3,6 GHz      | 2 MB     | 800 MHz        | 18×           | 1,2–1,4 V | 115 W | LGA775 | 20. Februar 2005  |
| Pentium 4 HT 662 | SL8QB SL8UP (R0)      | 3,6 GHz      | 2 MB     | 800 MHz        | 18×           | 1,2–1,4 V | 115 W | LGA775 | 14. November 2005 |
| Pentium 4 HT 670 | SL7Z3 (N0) SL8PY (R0) | 3,8 GHz      | 2 MB     | 800 MHz        | 19×           | 1,2–1,4 V | 115 W | LGA775 | 26. Mai 2005      |
| Pentium 4 HT 672 | SL8Q9 (R0)            | 3,8 GHz      | 2 MB     | 800 MHz        | 19×           | 1,2–1,4 V | 115 W | LGA775 | 14. November 2005 |

#### Cedar Mill (65 nm)
- Alle Modelle unterstützen MMX, SSE, SSE2, SSE3, Hyper-Threading, Intel 64, XD-Bit
- Transistoren: 188 Mio.
- Die-Größe: 81 mm²
- Steppings: B1, C1, D0
- Enhanced Intel SpeedStep Technology (EIST) wird vom Stepping C1 und D0 unterstützt

| Modellnummer     | sSpec             | Taktfrequenz | L2-Cache | Front Side Bus | Multiplikator | Vcore        | TDP  | Sockel | Erscheinungsdatum |
| ---------------- | ----------------- | ------------ | -------- | -------------- | ------------- | ------------ | ---- | ------ | ----------------- |
| Pentium 4 HT 631 | SL8WJ, SL94Y (B1) | 3 GHz        | 2 MB     | 800 MHz        | 15×           | 1,25–1,325 V | 86 W | LGA775 | 5. Januar 2006    |
| Pentium 4 HT 631 | SL96L (C1)        | 3 GHz        | 2 MB     | 800 MHz        | 15×           | 1,2–1,3375 V | 86 W | LGA775 | April 12, 2006    |
| Pentium 4 HT 631 | SL9KG (D0)        | 3 GHz        | 2 MB     | 800 MHz        | 15×           | 1,2–1,325 V  | 65 W | LGA775 | N/A               |
| Pentium 4 HT 641 | SL8WH, SL94X (B1) | 3,2 GHz      | 2 MB     | 800 MHz        | 16×           | 1,25–1,4 V   | 86 W | LGA775 | 5. Januar 2006    |
| Pentium 4 HT 641 | SL96K (C1)        | 3,2 GHz      | 2 MB     | 800 MHz        | 16×           | 1,2–1,325 V  | 86 W | LGA775 | 16. April 2006    |
| Pentium 4 HT 641 | SL9KF (D0)        | 3,2 GHz      | 2 MB     | 800 MHz        | 16×           | 1,2–1,325 V  | 65 W | LGA775 | N/A               |
| Pentium 4 HT 651 | SL8WG, SL94W (B1) | 3,4 GHz      | 2 MB     | 800 MHz        | 17×           | 1,25–1,4 V   | 86 W | LGA775 | 5. Januar 2006    |
| Pentium 4 HT 651 | SL96J (C1)        | 3,4 GHz      | 2 MB     | 800 MHz        | 17×           | 1,2–1,325 V  | 86 W | LGA775 | 16. April 2006    |
| Pentium 4 HT 651 | SL9KE (D0)        | 3,4 GHz      | 2 MB     | 800 MHz        | 17×           | 1,2–1,325 V  | 65 W | LGA775 | N/A               |
| Pentium 4 HT 661 | SL8WF, SL94V (B1) | 3,6 GHz      | 2 MB     | 800 MHz        | 18×           | 1,25–1,4 V   | 86 W | LGA775 | 5. Januar 2006    |
| Pentium 4 HT 661 | SL96H (C1)        | 3,6 GHz      | 2 MB     | 800 MHz        | 18×           | 1,2–1,325 V  | 86 W | LGA775 | 16. April 2006    |
| Pentium 4 HT 661 | SL9KD (D0)        | 3,6 GHz      | 2 MB     | 800 MHz        | 18×           | 1,2–1,325 V  | 65 W | LGA775 | N/A               |

### Pentium 4 Extreme Edition

#### Gallatin (130 nm)
- Alle Modelle unterstützen MMX, SSE, SSE2, Hyper-Threading
- Transistoren: 169 Mio.
- Die-Größe: 237 mm²
- Steppings: M0

| Modellnummer                   | sSpec      | Taktfrequenz | L2-Cache | Front Side Bus | Multiplikator | Vcore         | TDP     | Sockel     | Erscheinungsdatum |
| ------------------------------ | ---------- | ------------ | -------- | -------------- | ------------- | ------------- | ------- | ---------- | ----------------- |
| Pentium 4 Extreme Edition 3.2  | SL7AA (M0) | 3,2 GHz      | 2 MB     | 800 MHz        | 16×           | 1,575 V       | 92,1 W  | Sockel 478 | 3. November 2003  |
| Pentium 4 Extreme Edition 3.4  | SL7CH (M0) | 3,4 GHz      | 2 MB     | 800 MHz        | 17×           | 1,575 V       | 102,9 W | Sockel 478 | 2. Februar 2004   |
| Pentium 4 Extreme Edition 3.4  | SL7GD (M0) | 3,4 GHz      | 2 MB     | 800 MHz        | 17x           | 0,956–1,052 V | 109,6 W | LGA775     | 21. Juni 2004     |
| Pentium 4 Extreme Edition 3.4  | SL7RR (M0) | 3,4 GHz      | 2 MB     | 800 MHz        | 17x           | 1,25–1,4 V    | 109,6 W | LGA775     | N/A               |
| Pentium 4 Extreme Edition 3.46 | SL7NF (M0) | 3,46 GHz     | 2 MB     | 1066 MHz       | 13×           | 1,287–1,4 V   | 110,7 W | LGA775     | 31. Oktober 2004  |
| Pentium 4 Extreme Edition 3.46 | SL7RT (M0) | 3,46 GHz     | 2 MB     | 1066 MHz       | 13×           | 1,287–1,4 V   | 110,7 W | LGA775     | N/A               |

#### Prescott 2M (90 nm)
- Alle Modelle unterstützen MMX, SSE, SSE2, SSE3, Hyper-Threading, EIST, Intel 64, XD-Bit
- Transistoren: 169 Mio.
- Die-Größe: 135 mm²
- Steppings: N0

| Modellnummer                   | sSpec      | Taktfrequenz | L2-Cache | Front Side Bus | Multiplikator | Vcore         | TDP   | Sockel | Erscheinungsdatum |
| ------------------------------ | ---------- | ------------ | -------- | -------------- | ------------- | ------------- | ----- | ------ | ----------------- |
| Pentium 4 Extreme Edition 3.73 | SL7Z4 (N0) | 3,73 GHz     | 2 MB     | 1066 MHz       | 14×           | r1,25–1,388 V | 115 W | LGA775 | 21. Februar 2005  |

## Mobil-Prozessoren
Hauptartikel: Intel Mobile Pentium 4

### Pentium 4-M

#### Northwood (130nm)
- Alle Modelle unterstützen MMX, SSE, SSE2, SpeedStep
- Die-Größe: 131 mm²
- Prozessor-Größe: 35 mm × 35 mm

| Modellnummer    | sSpec                         | Taktfrequenz | L2-Cache | Front Side Bus | Multiplikator | Vcore | TDP    | Sockel     | Erscheinungsdatum  |
| --------------- | ----------------------------- | ------------ | -------- | -------------- | ------------- | ----- | ------ | ---------- | ------------------ |
| Pentium 4-M 1.4 | SL5ZH SL5ZW                   | 1,4 GHz      | 512 KB   | 400 MHz        | 14×           | 1,3 V | 25,8 W | Sockel 478 | 23. April 2002     |
| Pentium 4-M 1.5 | SL6CF SL5YT SL5ZX             | 1,5 GHz      | 512 KB   | 400 MHz        | 15×           | 1,3 V | 26,9 W | Sockel 478 | 23. April 2002     |
| Pentium 4-M 1.6 | SL6FF SL6CG SL5YU SL5ZY       | 1,6 GHz      | 512 KB   | 400 MHz        | 16×           | 1,3 V | 30 W   | Sockel 478 | 4. März 2002       |
| Pentium 4-M 1.7 | SL5Z7                         | 1,7 GHz      | 512 KB   | 400 MHz        | 17×           | 1,3 V | 30 W   | Sockel 478 | 4. März 2002       |
| Pentium 4-M 1.8 | SL6V7 SL6CJ SL6FH SL65Q SL69D | 1,8 GHz      | 512 KB   | 400 MHz        | 18×           | 1,3 V | 30 W   | Sockel 478 | 23. April 2002     |
| Pentium 4-M 1.9 | SL6V8 SL6CK SL6FJ SL6DE       | 1,9 GHz      | 512 KB   | 400 MHz        | 19×           | 1,3 V | 32 W   | Sockel 478 | 24. Juni 2002      |
| Pentium 4-M 2.0 | SL6V9 SL6CL SL6FK SL6DF       | 2 GHz        | 512 KB   | 400 MHz        | 20×           | 1,3 V | 32 W   | Sockel 478 | 24. Juni 2002      |
| Pentium 4-M 2.2 | SL6J5 SL6VB                   | 2,2 GHz      | 512 KB   | 400 MHz        | 22×           | 1,3 V | 35 W   | Sockel 478 | 16. September 2002 |
| Pentium 4-M 2.4 | SL6LS SL6K5 SL6VC             | 2,4 GHz      | 512 KB   | 400 MHz        | 24×           | 1,3 V | 35 W   | Sockel 478 | 14. Januar 2003    |
| Pentium 4-M 2.5 | SL6P2 SL6WY                   | 2,5 GHz      | 512 KB   | 400 MHz        | 25×           | 1,3 V | 35 W   | Sockel 478 | 16. April 2003     |
| Pentium 4-M 2.6 | SL6WZ                         | 2,6 GHz      | 512 KB   | 400 MHz        | 26×           | 1,3 V | 35 W   | Sockel 478 | 11. Juni 2003      |

### Mobile Pentium 4

#### Northwood (130nm)
- Alle Modelle unterstützen MMX, SSE, SSE2, IST

| Modellnummer          | sSpec      | Taktfrequenz | L2-Cache | Front Side Bus | Multiplikator | Vcore       | TDP    | Sockel     | Erscheinungsdatum |
| --------------------- | ---------- | ------------ | -------- | -------------- | ------------- | ----------- | ------ | ---------- | ----------------- |
| Mobile Pentium 4 2.4  | SL723 (D1) | 2,4 GHz      | 512 KB   | 533 MHz        | 18×           | 1,2–1,525 V | 59,8 W | Sockel 478 | 11. Juni 2003     |
| Mobile Pentium 4 2.66 | SL724 (D1) | 2,66 GHz     | 512 KB   | 533 MHz        | 20×           | 1,2–1,525 V | 66,1 W | Sockel 478 | 11. Juni 2003     |
| Mobile Pentium 4 2.8  | SL725 (D1) | 2,8 GHz      | 512 KB   | 533 MHz        | 21×           | 1,2–1,525 V | 68,4 W | Sockel 478 | 11. Juni 2003     |
| Mobile Pentium 4 3.06 | SL726 (D1) | 3,06 GHz     | 512 KB   | 533 MHz        | 23×           | 1,2–1,550 V | 70 W   | Sockel 478 | 11. Juni 2003     |

### Mobile Pentium 4 HT

#### Northwood (130nm)
- Alle Modelle unterstützen MMX, SSE, SSE2, IST, Hyper-Threading

| Modellnummer             | sSpec      | Taktfrequenz | L2-Cache | Front Side Bus | Multiplikator | Vcore       | TDP    | Sockel     | Erscheinungsdatum  |
| ------------------------ | ---------- | ------------ | -------- | -------------- | ------------- | ----------- | ------ | ---------- | ------------------ |
| Mobile Pentium 4 HT 2.66 | SL77M (D1) | 2,66 GHz     | 512 KB   | 533 MHz        | 20×           | 1,2–1,550 V | 66,1 W | Sockel 478 | 23. September 2003 |
| Mobile Pentium 4 HT 2.8  | SL77N (D1) | 2,8 GHz      | 512 KB   | 533 MHz        | 21×           | 1,2–1,525 V | 68,4 W | Sockel 478 | 23. September 2003 |
| Mobile Pentium 4 HT 3.06 | SL77P (D1) | 3,06 GHz     | 512 KB   | 533 MHz        | 23×           | 1,2–1,550 V | 70 W   | Sockel 478 | 23. September 2003 |
| Mobile Pentium 4 HT 3.2  | SL77R (D1) | 3,2 GHz      | 512 KB   | 533 MHz        | 24×           | 1,2–1,550 V | 76 W   | Sockel 478 | 23. September 2003 |

#### Prescott (90 nm)
- Alle Modelle unterstützen MMX, SSE, SSE2, SSE3, IST, Tm2, Hyper-Threading
- Steppings: D0, E0

| Modelnummer             | sSpec      | Taktfrequenz | L2-Cache | Front Side Bus | Multiplikator | Vcore      | TDP  | Sockel     | Erscheinungsdatum  |
| ----------------------- | ---------- | ------------ | -------- | -------------- | ------------- | ---------- | ---- | ---------- | ------------------ |
| Mobile Pentium 4 HT 518 | SL7DS (D0) | 2,8 GHz      | 1 MB     | 533 MHz        | 21×           | 1,25–1,4 V | 88 W | Sockel 478 | 1. Juni 2004       |
| Mobile Pentium 4 HT 518 | SL7N8 (E0) | 2,8 GHz      | 1 MB     | 533 MHz        | 21×           | 1,25–1,4 V | 88 W | Sockel 478 | 1. Oktober 2004    |
| Mobile Pentium 4 HT 532 | SL7DT (D0) | 3,06 GHz     | 1 MB     | 533 MHz        | 23×           | 1,25–1,4 V | 88 W | Sockel 478 | 1. Juni 2004       |
| Mobile Pentium 4 HT 532 | SL7NA (E0) | 3,06 GHz     | 1 MB     | 533 MHz        | 23×           | 1,25–1,4 V | 88 W | Sockel 478 | 1. Oktober 2004    |
| Mobile Pentium 4 HT 538 | SL7DU (D0) | 3,2 GHz      | 1 MB     | 533 MHz        | 24×           | 1,25–1,4 V | 88 W | Sockel 478 | 1. Juni 2004       |
| Mobile Pentium 4 HT 538 | SL7NB (E0) | 3,2 GHz      | 1 MB     | 533 MHz        | 24×           | 1,25–1,4 V | 88 W | Sockel 478 | 1. Oktober 2004    |
| Mobile Pentium 4 HT 548 | SL7X5 (E0) | 3,33 GHz     | 1 MB     | 533 MHz        | 25×           | 1,25–1,4 V | 88 W | Sockel 478 | 28. September 2004 |
| Mobile Pentium 4 HT 552 | SL7NC (E0) | 3,46 GHz     | 1 MB     | 533 MHz        | 26×           | 1,25–1,4 V | 88 W | Sockel 478 | 4. Januar 2005     |